# NES Max
NES Max är en handkontroll till Nintendos Nintendo Entertainment System och släpptes 1988. Liksom flera senare kontroller (såsom de till Playstation och Nintendo 64) hade den handtag. Kontrollens officiella modellnummer hos Nintendo är NES-027.
Kontrollen är smalare på bredden och lite tunnare än standardkontrollen till NES. Till skillnad från standardkontrollen har NES Max en liten knappformad kontroll kallad cycloid. Runtom denna sitter en åttavägs kontrollring som påminner mer om de traditionella styrkorsen. Det finns också två A- och B-knappar med Auto-fire utöver standardknapparna. Det finns ingen inställning för hastigheten på kontrollens Auto-fire som på NES Advantage, men NES Max översteg maxhastigheten för en Advantage.